# Serravalle Scrivia
Serravalle Scrivia (Seraval Scrivia in piemontese, Seravalle in ligure, dal 1937 al 1946 Serravalle Libarna) è un comune italiano di 5 939 abitanti della provincia di Alessandria in Piemonte. Il comune si trova nel Novese, area geografica che prende il nome dalla città di Novi Ligure e dista pochi chilometri dal confine con la Liguria.

## Geografia fisica
È situato presso la confluenza del Borbera nello Scrivia vicino agli ultimi contrafforti dell'Appennino Ligure e all'inizio della pianura.

## Storia
Borgo fortificato, forse costruito dagli abitanti dell'antica città di Libarna, centro romano situato sulla Via Postumia tra Genova e Tortona, dopo la distruzione della stessa (452), travolta dal crollo dell'Impero Romano e dalla invasione barbariche. Essa si ridusse ad un piccolo villaggio raccolto intorno alla Pieve detta del Linverno.
Successivamente, con la dominazione longobarda, un agglomerato urbano si sviluppò sul colle dell'Armanina, che domina la piana di Libarna, il Mons Arimannorum, menzionato per la prima volta in un diploma capitolare carolingio di Carlo Magno del 774 che conferma al Monastero di Bobbio gli antichi possessi territoriali.
Dal 1122 Serravalle Scrivia appartenne ai vescovi di Tortona, fino a quando questi non lo cedettero al Comune di Tortona, in cambio della difesa delle loro terre.
Il toponimo Serravalle lo si ritrova per la prima volta in un atto pubblico datato 1140, attraverso il quale i Comuni di Tortona e di Genova concordarono i loro confini. L'originario nucleo del borgo chiudeva la gola delle valli Scrivia e Crenna, da qui Serra Vallis.
Elevato al rango di feudo imperiale, Serravalle passò agli Spinola (1313), quindi ai Visconti (1381), poi agli Adorno (1391), ed infine nuovamente agli Spinola nel 1482, conservandone però la giurisdizione. Compreso nel Ducato di Milano nel 1580, dopo la guerra di successione spagnola passò nel 1713 agli Austriaci e nel 1738, con il Tortonese, entrò nei possedimenti dei Savoia. Durante la guerra di successione austriaca fu occupato dai Franco-Spagnoli (1745); durante le guerre napoleoniche (1798), fu annesso alla Repubblica Ligure. I Francesi, conquistata Serravalle dopo la battaglia di Marengo, vi fecero demolire il castello. Nel 1815, in seguito al Congresso di Vienna, Serravalle ritornò ai Savoia.
Nel 1863 il comune di Serravalle assunse la nuova denominazione di "Serravalle Scrivia".
Serravalle è importante nodo stradale tra la pianura padana e il mar Ligure. Nell'ottobre 1935 venne inaugurata la Camionale Genova-Serravalle, che divenne la via più rapida per collegare la città ligure e il mare con Milano e con Torino. L'arteria, ora parte dell'Autostrada A7, è ancora oggi indicata con il nome originario di camionale, ad indicare la funzione soprattutto commerciale che subito assunse la nuova strada.

### Simboli
Lo stemma e il gonfalone sono stati concessi con decreto del presidente della Repubblica del 28 marzo 1966.
Il gonfalone è un drappo partito di rosso e di bianco.

## Monumenti e luoghi d'interesse

### Area archeologica di Libarna
Area archeologica di Libarna. Villaggio fondato dai Liguri Dectunini, potrebbe essere uno dei quindici oppida che, secondo Livio, si arresero al console Q. Minucio Rufo nel 191 a.C. Ottenuto ben presto il riconoscimento giuridico della cittadinanza latina, fu eretta a colonia soltanto più avanti nel I secolo d.C., quando raggiunse il massimo splendore.

### Collegiata dei Santi Martino e Stefano
La chiesa, citata per la prima volta nel 1228 come S. Martino, assunse la denominazione attuale nel 1239, quando papa Gregorio IX la unì alla pieve di S. Stefano di Linverno. Originariamente dotata di un portico, la chiesa assunse la forma attuale a seguito dei lavori del 1572. L'attuale facciata, in travertino, risale al 1939, mentre le decorazioni interne, del 1911, sono opera di Luigi Gainotti e di Rodolfo Gambini.
All'interno si trova un fonte battesimale a vasca quadrangolare in marmo, risalente al 1486; il dipinto della Beata Vergine del Rosario (1607), opera del pittore serravallese Bernardo Montessoro; quello del Martirio di santo Stefano, attribuito a Giovanni Andrea Carlone (seconda metà del XVII secolo); la cappella della Madonna Addolorata, dotata di un altare di fine '600, in marmi policromi intarsiati e contenente un gruppo ligneo ottocentesco raffigurante la Madonna attorniata da quattro angeli.
L'organo custodito nella collegiata fu realizzato nel 1834 dai maestri organari Serassi.

### Oratorio dei Bianchi
L'oratorio dei Disciplinati dell'Assunta e della S. Croce, detto dei "Bianchi" per il colore delle vesti dei confratelli, è databile tra il XIII e il XIV secolo. Al suo interno conserva un gruppo ligneo raffigurante la Deposizione di Cristo, complesso composto da otto figure dotate di forza espressiva nei volti e nei gesti. Il gonfalone dell'Assunta è opera di Nicolò Barabino.

### Oratorio dei Rossi
La Confraternita di San Giovanni Battista e della Santissima Trinità fu fondata nel 1532 ed era dedita all'assistenza dei pellegrini e dei carcerati. L'oratorio risale invece al 1727, in sostituzione del più antico situato, forse, in prossimità del castello. Tipico esempio di barocchetto genovese, presenta un notevole portale di ingresso caratterizzato da due grandi colonne di ordine dorico, provenienti da Libarna.

## Amministrazione
Di seguito è presentata una tabella relativa alle amministrazioni che si sono succedute in questo comune.
| Periodo         | Periodo        | Primo cittadino  | Partito                             | Carica  | Note   |
| --------------- | -------------- | ---------------- | ----------------------------------- | ------- | ------ |
| 9 febbraio 1988 | 27 maggio 1989 | Giorgio Gennaro  | Democrazia Cristiana                | Sindaco | [ 10 ] |
| 18 luglio 1989  | 16 aprile 1992 | Giorgio Gennaro  | Democrazia Cristiana                | Sindaco | [ 10 ] |
| 25 maggio 1992  | 13 giugno 1994 | Antonio Molinari | Partito Democratico della Sinistra  | Sindaco | [ 10 ] |
| 14 giugno 1994  | 25 maggio 1998 | Antonio Molinari | Partito Democratico della Sinistra  | Sindaco | [ 10 ] |
| 25 maggio 1998  | 28 maggio 2002 | Antonio Molinari | lista civica                        | Sindaco | [ 10 ] |
| 28 maggio 2002  | 29 maggio 2007 | Emanuele Dazzi   | lista civica                        | Sindaco | [ 10 ] |
| 29 maggio 2007  | 7 maggio 2012  | Antonio Molinari | lista civica                        | Sindaco | [ 10 ] |
| 7 maggio 2012   | 12 giugno 2017 | Alberto Carbone  | lista civica Serravalle nuova       | Sindaco | [ 10 ] |
| 12 giugno 2017  | 13 giugno 2022 | Alberto Carbone  | lista civica La forza del buonsenso | Sindaco | [ 10 ] |
| 13 giugno 2022  | in carica      | Luca Biagioni    | lista civica Rinnoviamo Serravalle  | Sindaco | [ 10 ] |

## Società

### Evoluzione demografica
Negli ultimi cinquant'anni, a partire dal 1961, la popolazione residente ha avuto un incremento significativo del 26 %.
Abitanti censiti

### Etnie e minoranze straniere
Gli stranieri residenti nel comune sono 1 163, ovvero il 18,0% della popolazione. Di seguito sono riportati i gruppi più consistenti:
1. Marocco, 397
2. Romania, 267
3. Albania, 150
4. Ecuador, 74
5. Sri Lanka, 53
6. India, 43
7. Cina, 25
8. Ucraina, 23

## Cultura
A due chilometri a sud dell'abitato, in direzione Genova, sorge l'area archeologica di Libarna, città romana collocata sulla antica via Postumia. In giugno vi si svolge il concerto del solstizio d'estate.
All'interno dell'edificio sede dell'Amministrazione Comunale, nella Sala Espositiva situata al piano terreno è possibile visitare una piccola ma significativa esposizione di reperti archeologici provenienti dagli scavi della città romana.

## Eventi
- Storie del Novecento concorso letterario nazionale che coniuga il rapporto fra storia e letteratura (Prima edizione nel 2001)
- Il comune è stato scelto come sede di partenza della 11ª tappa del Giro d'Italia 2007 (Serravalle Scrivia-Pinerolo, 198 km)
- San Martino, 11 novembre - festa del Santo patrono, con bancarelle lungo le vie del paese e luna park.
- Terza domenica di settembre - festa patronale della Madonna Addolorata con processione e bancarelle di artigianato nella via del centro storico
- 15 agosto - alla sera, Processione dell'Assunta (Oratorio dei Bianchi)

## Economia
- Serravalle Designer Outlet. Serravalle è da qualche anno conosciuta anche per la presenza di quello che nel 2013 era considerato l'outlet più grande d'Europa[13], che conta 250 negozi di grandi firme. È collegato con appositi bus a Milano, Genova e Torino. Di fronte all'outlet, è operante il "Retail Park" con grandi negozi di merce varia, compreso l'ipermercato della catena "Iper" ed accanto si trova il "Palabingo", una moderna struttura per gli appassionati del gioco.